# Cattle Call
 (janvier 2018).
Cattle Call est un court métrage d'animation canadien co-réalisé en 2008 par Matthew Rankin et Mike Maryniuk.

## Synopsis
Il s'agit d'un documentaire animé montrant une version décalée, hallucinogène et abstraite du monde des enchères de bétail.

## Fiche technique
- Titre : Cattle Call
- Réalisation : Matthew Rankin et Mike Maryniuk
- Montage : Alek Rzeszowski
- Décors : Chad Giesbrecht et Bill Sinosich
- Musique originale : Jaxon Haldane et Mike Petkau
- Production : Matthew Rankin
- Pays de production : Canada
- Format : Super 16 mm
- Durée : 4 minutes

## Distinctions
- Festival SXSW, 2009 : meilleur court métrage expérimental[2].